# Ракеш Шарма
Ракеш Шарма (на хинди: राकेश शर्मा) – първият индийски космонавт, извършил космически полет на орбиталната станция „Салют-7“, 138-и човек в света.

## Биография
Роден е на 13 януари 1949 г. в Патиала, Пенджаб, Индия. През 1966 г. постъпва в Националната академия по отбрана (на английски: Khadakvasla National Defense Academy). След успешното и завършване през 1970 г. служи във Военновъздушните сили на Индия. През 1982 г., когато Индия е поканена за участие в съветската програма „Интеркосмос“, майор Шарма подава заявление за зачисляване в отряда на космонавтите. След подбора (кандидатите са 240 души) той е приет и започва тренировки в Звездното градче, където освен всичко изучавал и руски език. Заедно с Ракеш Шарма тренировки в Центъра за подготовкаи на космонавти „Ю. Гагарин“ провежда и неговия дубльор Равиш Малхотра.
Ракеш Шарма е включен като космонавт-изследовател в състава на екипажа на кораб „Союз Т-11“ (командир — Юрий Малишев, бординженер — Генадий Стрекалов; дублиращ екипаж: командир — Анатолий Березовой, бординженер — Георгий Гречко, космонавт-изследовател – Равиш Малхотра).
„Союз Т-11“ е изстрелян в космоса от космодрума Байконур на 3 април 1984 г. и се скачва с орбиталната космическа станция „Салют 7“. Прекарват в космоса 7 денонощия 21 часа и 41 минути и на 11 април 1984 г. експедицията се завръща на Земята с кораба „Союз Т-10“.
Като космонавт-изследовател Ракеш Шарма провежда многоспектрално заснемане на Северна Индия за проучване на възможността за строителство на водноелектрически централи в Хималаите. По време на полета Ракеш Шарма провежда сеанс за връзка с министър-председателя на Индия Индира Ганди. На въпроса на Ганди за това, как изглежда Индия от космоса, Шарма отговаря като рецитира патриотични стихове: „По-добре от всички в света“ (на хинди: सारे जहां से अच्छा).

## След полета
С Указ на Президиума на Върховния съвет на СССР от 11 април 1984 г. за успешното провеждане на международния космически полет и проявени при това мъжество и героизъм космонавта-изследовател, на гражданина на Република Индия Ракеш Шарма е присвоено званието Герой на Съветския съюз и връчване на Ленин и медал „Златна звезда“. Правителството на Индия награждава екипажа с най-високата военна награда на Индия „Ашока Чакра“.
Уволнява се от ВВС на Индия със званието подполковник. След това Р. Шарма постъпва като летец-изпитател в компанията „Hindustan Aeronautics“, управлявана от Министерството на отбраната на Индия. Работи в Националния летателно изпитателен център на компанията, разположен в Бангалор, където взема участие в работата по създаване на индийски лек изтребител.
Сега Р. Шарма се е оттеглил от активна работа; той заема длъжността председател на Съвета по автоматизация на документооборота. През ноември 2006 г. Шарма взема участие в конференция, организирана от Индийската организация за космически изследваня, на която е взето решение за започване на работа по подготовка на Индия за собствена програма за пилотирани полети в космоса.